# David Sierra
David Sierra Manzanares (Madrid, 16 de septiembre de 1983), más conocido como Sierra, es un jugador de fútbol español, que actualmente juega en la Unión Balompédica Conquense, equipo que milita en el Grupo III de la Segunda División B. Su demarcación es la de portero.

## Carrera
Sierra, como es conocido, empezó su carrera en las categorías inferiores del Rayo Vallecano de Madrid, donde a los 14 años fue fichado por el Real Madrid Club de Fútbol, club en el que militó durante 6 temporadas, llegando a jugar con el equipo filial. En su última temporada, realizó desplazamientos a varias concentraciones con el primer equipo, bajo las órdenes del entrenador Carlos Queiroz. 
Tras su salida del equipo "blanco", Sierra militó en varios clubes de la 2 División A y 2 División B españolas como la Sociedad Deportiva Ponferradina y el Club de Fútbol Fuenlabrada durante un periodo de 5 años. Posteriormente decidió probar suerte en el continente americano y en marzo de 2010 recaló en el Bayamon FC (Puerto Rico), equipo campeón de la 1 División con el que jugó la CONCACAF Champions League. En octubre de ese mismo año firma un contrato con el Sevilla FC Puerto Rico, equipo vinculado con el Sevilla Fútbol Club de España, con el que juega la USL (Segunda División norteamericana). En junio de 2011 se desliga del club sevillista para recalar en el C.D. Victoria de la Primera División hondureña
En el verano de 2012 el guardameta regresa a España para firmar por el Club Deportivo Puerta Bonita de la Tercera División madrileña.

## Clubes
| Club                        | País           | Año         | Categoría          | Part. | Gol. |
| --------------------------- | -------------- | ----------- | ------------------ | ----- | ---- |
| Real Madrid C. F. Juvenil B | España         | 2000 - 2001 | Juvenil            |       |      |
| Real Madrid C. F. Juvenil A | España         | 2001 - 2002 | Juvenil            |       |      |
| Real Madrid C. F. C         | España         | 2002 - 2003 | Tercera División   |       |      |
| Real Madrid C. F. C         | España         | 2003 - 2004 | Tercera División   |       |      |
| S.D. Ponferradina           | España         | 2004 - 2005 | Segunda División B | 0     | 0    |
| S.D. Ponferradina           | España         | 2005 - 2006 | Segunda División B | 0     | 0    |
| S.D. Ponferradina           | España         | 2006 - 2007 | Segunda División   | 0     | 0    |
| C.F. Fuenlabrada            | España         | 2007 - 2008 | Segunda División B | 21    | 30   |
| C.F. Fuenlabrada            | España         | 2008 - 2009 | Tercera División   |       |      |
| C.F. Fuenlabrada            | España         | 2009 - 2010 | Tercera División   |       |      |
| Sevilla FC Puerto Rico      | Puerto Rico    | 2010        | Primera División   |       |      |
| Sevilla FC Puerto Rico      | Puerto Rico    | 2010 - 2011 | Primera División   |       |      |
| C.D. Victoria               | Honduras       | 2011        | Primera División   |       |      |
| C.D. Puerta Bonita          | España         | 2012 - 2013 | Tercera División   |       |      |
| C.D. Puerta Bonita          | España         | 2013 - 2014 | Segunda División B | 28    | 38   |
| C.D. Puerta Bonita          | España         | 2014        | Tercera División   |       |      |
| Jacksonville Armada F.C.    | Estados Unidos | 2015        | NPSL               | 9     | 15   |
| Miami F.C.                  | Estados Unidos | 2016        | NASL               | 1     | 2    |
| C.D. Móstoles               | España         | 2016 - 2017 | Tercera División   |       |      |
| U.B. Conquense              | España         | 2017 - 2018 | Tercera División   |       |      |
| U.B. Conquense              | España         | 2020 - Act. | Tercera División   |       |      |